# Friedrich August (Schiff, 1846)
Der Raddampfer Friedrich August wurde 1846 in der Maschinenfabrik Buckau in Magdeburg gebaut. Das Schiff wurde mit der Baunummer 22 auf Kiel gelegt. Namensgeber war König Friedrich August II. von Sachsen.

## Die Zeit bis 1854
Nach der Indienststellung als Glattdeckdampfer im Juni 1846 fuhr das hölzerne Schiff für die Königlich privilegierte Sächsische Dampfschiffahrts-Gesellschaft, die im April 1849 in die Vereinigte Sächsisch-Böhmische Dampfschiffahrt umgewandelt wurde.
Eingesetzt wurde es auf der Strecke Dresden-Leitmeritz.
Nach nur 8 Jahren im Dienst wurde das Schiff im Herbst 1854 abgewrackt. Die Dampfmaschine erhielt das Nachfolgeschiff Friedrich August (II).

## Die Dampfmaschine
Die Dampfmaschine stammt wie auch der Flammrohr-Kofferkessel von der Maschinenfabrik Buckau. Die Maschine war eine oszillierende Niederdruck-Zweizylinder-Zwillings-Dampfmaschine mit Einspritzkondensation. 